# Chi2 Orionis
χ2 Orionis (Chi2 Orionis, kurz χ2 Ori) ist ein dem bloßen Auge ziemlich lichtschwach erscheinender Stern des Sternbilds Orion. Tatsächlich ist er aber ein heißer, bläulicher, sehr leuchtkräftiger Überriese der Spektralklasse B2. Er besitzt eine scheinbare Helligkeit von etwa 4,63m und bildet gemeinsam mit dem nur wenig helleren Stern χ1 Orionis die Spitze der erhobenen Keule des an den Himmel versetzten mythologischen Jägers Orion.
Während der sonnenähnliche χ1 Orionis nur 28 Lichtjahre von der Erde entfernt ist, befindet sich χ2 Orionis in mehreren Tausend Lichtjahren Distanz, so dass seine Parallaxe bisher unmessbar klein war. Neue, im Dezember 2020 veröffentlichte Auswertungen der Messdaten der Raumsonde Gaia liefern aber eine zuverlässigere Parallaxenbestimmung, woraus sich die Entfernung des Sterns zu etwa 4300 Lichtjahren ergibt. Bislang wurde seine Entfernung indirekt entweder aus dem Vergleich seiner scheinbaren Helligkeit mit der sich aus seiner Spektralklasse ergebenden absoluten Helligkeit oder aus seiner wahrscheinlichen Zugehörigkeit zur Gemini-OB1-Sternassoziation abgeleitet. Die erstere Methode führt zu einer Entfernung von 3400 Lichtjahren, die letztere von den Astronomen präferierte hingegen zu 4900 Lichtjahren. Befände sich χ2 Orionis tatsächlich in knapp 5000 Lichtjahren Distanz, besäße er etwa 35 bis 40 Sonnenmassen sowie rund 60 Sonnendurchmesser und verlöre aufgrund seines starken Sternwinds in 100.000 Jahren circa eine Sonnenmasse.
Das Spektrum von χ2 Orionis dient seit 1943 als Standardbeispiel für B2 Ia-Sterne. Er wurde als veränderlicher Stern klassifiziert und in den auf der Photometrie des Satelliten Hipparcos beruhenden General Catalogue of Variable Stars aufgenommen. Bei χ2 Orionis handelt es sich um einen Alpha-Cygni-Stern; seine Helligkeit schwankt mit einer Periode von 2,87 Tagen geringfügig zwischen 4,68m und 4,72m. Der Stern wird in nicht allzu ferner Zukunft als Supernova explodieren.